# Phoreiobothrium lasium
Phoreiobothrium lasium är en plattmaskart. Phoreiobothrium lasium ingår i släktet Phoreiobothrium och familjen Oncobothriidae. Inga underarter finns listade i Catalogue of Life.